# Giulio Naucellio
Giulio Naucellio talvolta citato anche come Giunio Naucellio (in latino Iulius Naucellius; Siracusa, 305 circa – Spoleto, 400 circa) è stato un letterato romano.

## Biografia
Senatore romano di origine siracusana, era corrispondente e amico di Quinto Aurelio Simmaco. Naucellio, come molti appartenenti all'ordo senatorius nella sua epoca, era impegnato nel recupero dei classici e si occupava di storiografia, tanto che proprio l'amico Simmaco lo rimprovera di usare una prosa arcaica; testimonianza di queste passioni è la notizia che compose la traduzione dal greco di un’opera storico-antiquaria. Compose, poi, in giovinezza poesie erotiche, successivamente alcune ecloghe e una raccolta di carmina.
Aveva una casa a Roma, dove viveva con la moglie Sabina e i figli, tra cui un Sabino, ma negli ultimi anni si trasferì nella residenza di Spoleto, di proprietà della famiglia della moglie. 
Probabilmente fu sepolto nella chiesa di San Paolo a Roma, dove è presente il suo epitaffio, scritto da lui stesso o da un suo imitatore. Il frammento non leggibile nella parte iniziale del nomen è stato associato al letterato per i contenuti trattati nell'opera pervenutaci dagli amanuensi di Bobbio. 
Aperta la questione dell'appartenenza gentilizia di 'Naucellius' che ha visto varie ipotesi accademiche, tuttavia la lettura dei frammenti suggerisce delle origini illustri che per assonanza potrebbero ricondurre alla gens Gellia. Questa interpretazione troverebbe fondamento nell'abbreviazione di 'AV' in 'N' ('NCELLIUS') operata dall'amanuense e poi resa in 'Navcellius'. Il gusto per l'arcaico in letteratura, la tradizionale appartenenza alle armi (Naucellius partecipò alle campagne belliche in nord Europa) sarebbero elementi di ulteriore conferma.

## Epigrammi
La maggior parte delle indicazioni sulla sua vita provengono dalla lettura degli Epigrammata che compose e 8 dei quali sono confluiti negli Epigrammata Bobiensia, trovati a Bobbio e riscoperti nel 1950.. Alcuni studiosi gli attribuiscono anche gli Epigrammata Bobiensia 48 e 57.
All’interno di questo breve ciclo si possono distinguere due nuclei: gli epigrammi 2–4, in cui il poeta descrive con un certo orgoglio i locali della propria villa di Spoleto, da lui costruita su un terreno incolto ereditato dalla moglie, e in cui ci informa anche del tipo di vita che vi conduceva; gli epigrammi 5–9, autobiografici, che restituiscono un ritratto del poeta, delle sue abitudini e delle sue propensioni letterarie. Più in particolare, gli epigrammi 2-5 riguardano la sua villa di Spoleto; 6 e 7 sono due ritratti poetici, di cui, in particolare, il 7 allude a carmi su donne, probabilmente elegiaci; l'epigramma 8 riguarda due ritratti della sua vecchiaia, da cui si ricava che visse almeno fino a 95 anni; il 9 è una preghiera a Saturno come dio del tempo assimilato al greco Crono, che costituisce una delle ultime testimonianze del profondo senso religioso dell’aristocrazia pagana. Infine, due sono gli epigrammi a lui attribuibili, il 48 e il 57, dedicati a un cristiano, Nonio Attico: il primo di essi elogia i bagni costruiti da Attico e si caratterizza per i toni spiccatamente encomiastici, mentre il 57 si presenta come una lettera d'accompagnamento di una raccolta poetica, in una fase ancora provvisoria, per ottenere l’approvazione dell’amico.
Naucellio si confessa con toni intimistici, rivelando i suoi sentimenti d’amore per il figlio, la paura della sofferenza, la sua religiosità profonda; si ispira ad Ausonio ed Orazio, quale maestro d’arte e di vita e l’emulazione non consiste nella riproposizione di formule stereotipe, ma nella condivisione di valori artistici ed esistenziali che si ripresentano come nodi centrali nella produzione di entrambi i poeti.